# 厲耿桂芳
厲耿桂芳（1946年1月27日—），為冠夫姓後之名，原名為耿桂芳，女，山東人，成長於苗栗，中華民國政治人物，中國國民黨籍。國立政治大學外交學系學士暨外交學研究所碩士、喬治城大學語言學研究所碩士。曾任台北市議員（已退休），為外交官配偶。

## 生平
耿桂芳在幼時即隨家人同中華民國政府前往臺灣；隨後，她與家人長年定居於苗栗，她也因此學得當地客家話。此外，耿桂芳有一位胞弟耿繼文在日後成為一位警官，並在任職於花蓮縣政府警察局協助偵辦五子命案時聲名大噪，又在稍後當上中華民國內政部警政署督察室主任。
後來，耿桂芳畢業於國立政治大學外交學系及外交學研究所，又畢業於喬治城大學語言學研究所。
此後，耿桂芳當選並任職臺北市議會第8至12屆議員，也擔任過中國國民黨中央委員會委員、中國國民黨中央常務委員，並兼任講師於國立政治大學、淡江大學、國立臺北商業技術學院，又服務於台北基督之家。

## 反對同性婚姻
2006年8月25日，厲耿桂芳及多名天主教神父、基督教牧師召開記者會，並在會上激烈批評臺北市政府縱容同性戀者舉行公開婚禮，還稱該族群將導致愛滋病加速擴散，成為難以處理的「衛生問題」，甚至稱同性戀的性傾向可以「矯正」。
2013年11月28日，中國國民黨中央常務委員林滄敏在該黨中央常務會議上提及多元成家修法議題，引發熱烈討論；厲耿桂芳與丁守中、黃昭順、楊瓊瓔等20人加入反對行列，呼籲黨中央應明確對外表態。

## 爭議
- 2015年4月14日，台北市長柯文哲前往市議會進行施政報告，厲耿桂芳在質詢時提到最近地方都在流行一段歌，要唱給柯文哲聽，隨即以黃梅調高唱「柯皇帝，嗡嗡嗡，嗡到東來嗡到西；見人就罵，撤換撤換，我柯皇帝唯我獨尊，我最最大。」唱完後又嗆：「不要讓我生氣！」接著一連串高音調的尖銳談話，一度讓麥克風出現狀況。[7]隨後在議場內質詢文化局長和教育局長時，又向同場的柯文哲問「認為一個中國內容是什麼？」，當柯表示自己沒有答案後，厲耿桂芳突然高呼「三民主義統一中國」、「何時大陸像臺灣一樣自由、平等、法治、繁榮，我們就以這一套統一大陸」、「我們要有雄心壯志統治中國，中國是我們的，自古以來，我們是文化的中國」等語[8]。
- 2015年7月18日，厲耿桂芳在電視節目上將過去為了落實台灣民主化施行的黨（中國國民黨）、政、軍退出媒體，指稱為近期中國國民黨在台灣遭到的普遍反對的原因，並將該政策稱為「國民黨最錯誤的決策」。[9]
- 2018年8月31日的市政质询中，厲耿桂芳提及課綱修改问题，并问台北市市长柯文哲及其幕僚有关身份认同问题和社会问题。[10]

## 外部連結
- 厲耿桂芳 - 臺北市議會
- 厲耿桂芳的Facebook專頁